# Steindachneridion parahybae
Steindachneridion parahybae är en fiskart som först beskrevs av Steindachner, 1877.  Steindachneridion parahybae ingår i släktet Steindachneridion och familjen Pimelodidae. Inga underarter finns listade i Catalogue of Life.